# ميخائيل مور (موجه قوارب)
ميخائيل مور (بالإنجليزية: Michael Moore)‏ هو موجه قوارب ‏ أمريكي، ولد في 21 أغسطس 1970 في فيلادلفيا في الولايات المتحدة.

## وصلات خارجية
- ميخائيل مور على موقع الاتحاد الدولي للتجديف (الإنجليزية)
- ميخائيل مور على موقع أوليمبيديا (الإنجليزية)